# Korymbos

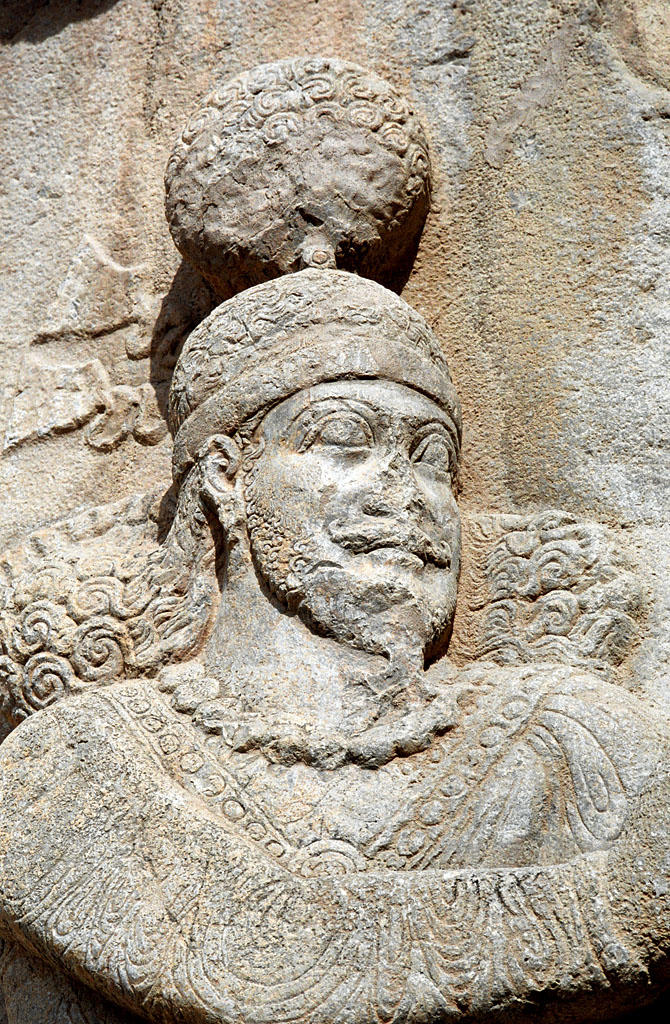
Bas-relief d'Ardachîr II à Taq-e Bostan, IVe siècle ; le korymbos est porté nu.

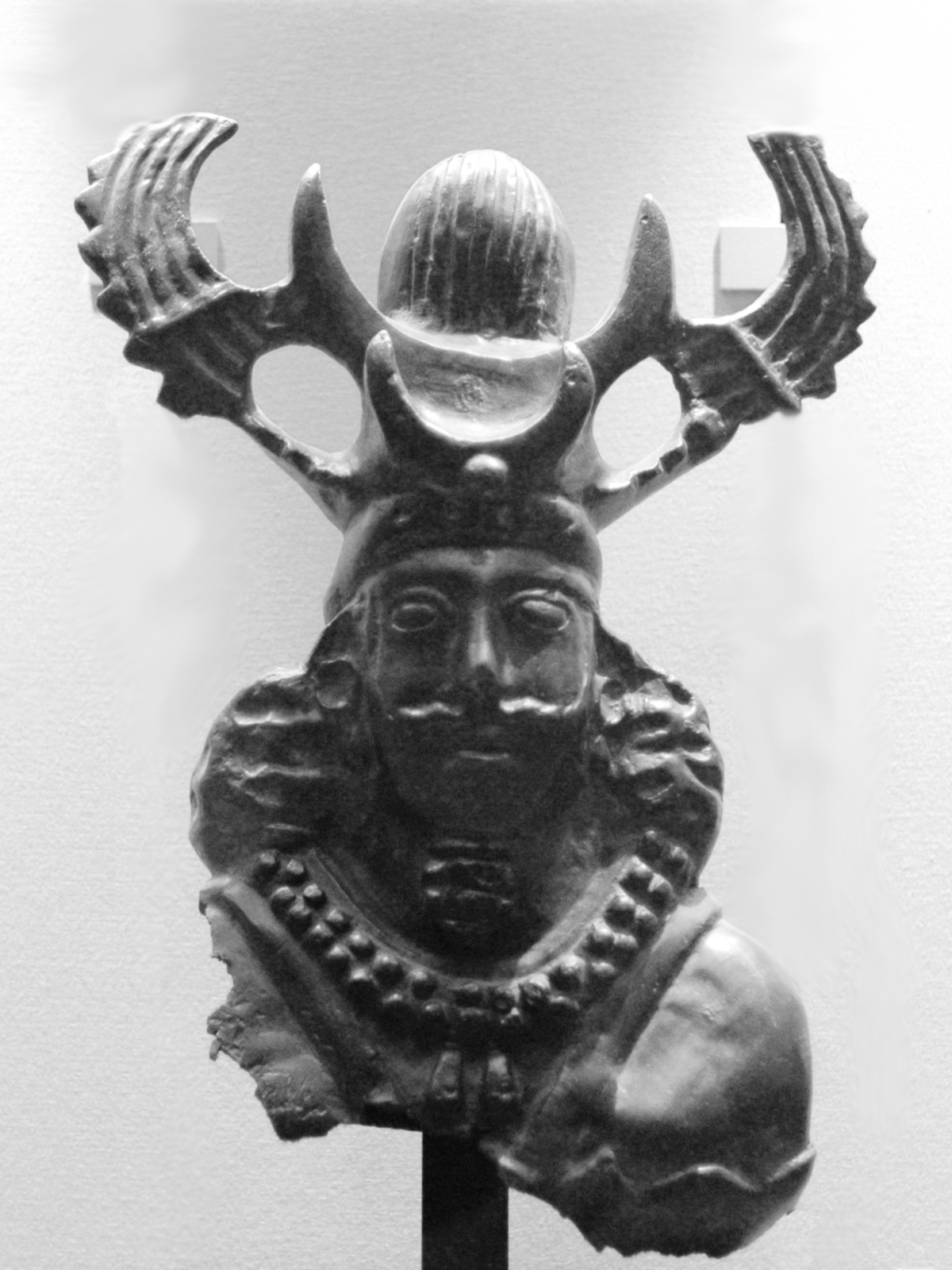
Buste de roi portant un korymbos enveloppé dans un tissu côtelé, Ve ou VIe siècle.

Le korymbos est une coiffure portée par les rois sassanides. Il consiste en un chignon relevé sur le sommet de la tête, dans lequel une partie des cheveux sont rassemblés pour former une boule, qui peut être enveloppée dans un tissu. Le chignon peut être également constitué de faux cheveux.
Le korymbos est un élément indissociable des couronnes sassanides. On connaît cette coiffure par les représentations des souverains sassanides sur des bas-reliefs, ainsi que sur des statues. Il fait partie des éléments servant à identifier et dater les rois sassanides, car son style a évolué au fil des siècles. Les divinités zoroastriennes, qu'elles soient masculines ou féminines (comme Anahita à Taq-e Bostan) sont également représentées portant un korymbos.